# 사랑의 극장
사랑의 극장(愛の劇場)은 1969년 2월 24일부터 2009년 3월 27일까지 TBS (첫 1년 만 아사히 방송 (ABC))에서 제작 된 낮의 일일 연속극 시리즈 프레임이다. 통산 216작품이 방송되었다. 기본 방송 시간은 일부 지역을 제외 TBS 계열 각 방송국 매주 월 - 금요일 13:00 - 13:30 (JST).

## 방송 목록
| 제목                      | 방송기간                 | 주연                             | 비고 |
| ------------------------- | ------------------------ | -------------------------------- | ---- |
| 여자의 절창               | 1969년 2월 - 4월         | 미츠야 우타코, 고이즈미 히로시   |      |
| 삼백 육십오 밤            | 1969년 4월 - 6월         | 혼마 치요코, 모리츠구 코지       |      |
| 새댁 거울                 | 1969년 6월 - 8월         | 야마모토 요코, 에하라 신지로     |      |
| 젊은 생명의 일기          | 1969년 8월 - 10월        | 시마 카오리, 타카하시 쵸에이     |      |
| 고도의 비                 | 1969년 10월 - 11월       | 나카무라 타마오, 이시구로 사부로 |      |
| 당신은 마음의 아내 이니까 | 1969년 11월 - 1970년 1월 | 마츠오 카요, 소노이 케이스케     |      |

| 제목                      | 방송기간           | 주연                             | 비고                      |
| ------------------------- | ------------------ | -------------------------------- | ------------------------- |
| 신 여자의 절창            | 1970년 1월 - 2월   | 미츠야 우타코, 고이즈미 히로시   |                           |
| 여자의 소용돌이 밀물      | 1970년 2월 - 4월   | 마츠야마 요코, 기무라 이사오     | 여기까지 아사히 방송 제작 |
| 사랑의 황야               | 1970년 4월 - 6월   | 타카치호 히즈루                  | 이것 이후 TBS 제작        |
| 사랑과 죽음과             | 1970년 6월 - 8월   | 시마 카오리                      |                           |
| 파도의 탑                 | 1970년 8월 - 10월  | 사쿠라마치 히로코                |                           |
| 치에코 초상화             | 1970년 11월 - 12월 | 기무라 이사오, 사토 오리에       |                           |
| 빙점                      | 1971년 1월 - 3월   | 코야마 아키코                    |                           |
| 두 번째 결혼              | 1971년 3월 - 5월   | 소노이 케이스케, 타카치호 히즈루 |                           |
| 여자의 강                 | 1971년 5월 - 7월   | 마츠오 카요                      |                           |
| 여름의 폭풍               | 1971년 7월 - 8월   | 오사나이 미나코                  |                           |
| 유부녀 동백               | 1971년 8월 - 10월  | 미츠야 우타코, 후나토 쥰         |                           |
| 진실일로                  | 1971년 11월 - 12월 | 하야시 미치코                    |                           |
| 키타시나노 절창           | 1972년 1월 - 3월   | 시마 카오리                      |                           |
| 아내 다시                 | 1972년 3월 - 5월   | 사와이 케이코                    |                           |
| 쪽 염색 동백              | 1972년 5월 - 7월   | 미츠야 우타코                    |                           |
| 기쁨도 슬픔도 몇 세월     | 1972년 7월 - 8월   | 소노이 케이스케, 요시유키 카즈코 |                           |
| 달보다 사자               | 1972년 8월 - 10월  | 키타가와 메구미                  |                           |
| 유방야 영원히             | 1972년 10월 - 12월 | 나가야마 아이코                  |                           |
| 에치젠 대나무 인형        | 1973년 1월 - 2월   | 츠카사 요코, 이케다 슈이치       |                           |
| 아름다운 번뇌             | 1973년 2월 - 4월   | 야마모토 요코                    |                           |
| 사랑의 나날               | 1973년 4월 - 6월   | 타카치호 히즈루                  |                           |
| 혼기                      | 1973년 7월 - 8월   | 히이로 토모에                    |                           |
| 인생의 나미키도로         | 1973년 8월 - 10월  | 카와즈 유스케                    |                           |
| 꽃의 생명                 | 1973년 10월 - 12월 | 시라카와 유미                    |                           |
| 방랑기                    | 1974년 1월 - 3월   | 카시야마 후미에                  |                           |
| 5반 정 유기 누            | 1974년 3월 - 5월   | 미우라 마유미                    |                           |
| 아내는 고백한다           | 1974년 5월 - 7월   | 이소노 요코                      |                           |
| 어머니의 방울이           | 1974년 7월 - 8월   | 사토 오리에                      |                           |
| 진주부인                  | 1974년 9월 - 10월  | 미츠모토 사치코                  |                           |
| 스물 한살의 아버지        | 1974년 10월 - 12월 | 시마 카오리                      |                           |
| 백금심중                  | 1975년 1월 - 2월   | 오조라 마유미                    |                           |
| 아내와 여자 사이          | 1975년 3월 - 5월   | 미츠야 우타코                    |                           |
| 붉은 살의                 | 1975년 5월 - 7월   | 이치하라 에츠코                  |                           |
| 참는 강                   | 1975년 7월 - 8월   | 카미무라 쿄코                    |                           |
| 여기에 이러               | 1975년 9월 - 10월  | 마츠모토 루미                    |                           |
| 사랑의 절벽               | 1975년 11월 - 12월 | 마츠바라 치에코                  |                           |
| 부운                      | 1976년 1월 - 3월   | 사토 오리에                      |                           |
| 이름도없이 가난 아름답게  | 1976년 3월 - 5월   | 시마 카오리, 히가시노 에이신     |                           |
| 사랑의 비밀               | 1976년 5월 - 7월   | 미츠야 우타코                    |                           |
| 절창                      | 1976년 7월 - 8월   | 요시자와 쿄코                    |                           |
| 그대 사랑해               | 1976년 8월 - 10월  | 마츠모토 루미                    |                           |
| 환상의 살의               | 1976년 11월 - 12월 | 고바야시 치토세                  |                           |
| 내가 잊고 싶은            | 1977년 1월 - 3월   | 오조라 마유미                    |                           |
| 흐트러지는                | 1977년 3월 - 5월   | 타케하라 에이코                  |                           |
| 사랑과 죽음의 입지        | 1977년 5월 - 7월   | 시마 카오리                      |                           |
| 어머니의 초상             | 1977년 7월 - 9월   | 요시자와 쿄코                    |                           |
| 누군가 고향을 잊을수 않을 | 1977년 9월 - 11월  | 마츠모토 루미                    |                           |
| 안벽의 어머니             | 1977년 11월 - 12월 | 이치하라 에츠코                  |                           |
| 헤어져 살기 때도          | 1978년 1월 - 3월   | 마츠바라 치에코                  |                           |
| 백의의 자매               | 1978년 3월 - 5월   | 시마 카오리, 사와이 모모코       |                           |
| 목소리 붉은 이명          | 1978년 5월 - 6월   | 고바야시 치토세                  |                           |
| 미소                      | 1978년 7월 - 8월   | 고우치 모모코                    |                           |
| 사랑의 종착역             | 1978년 8월 - 10월  | 마츠모토 루미                    |                           |
| 전락 시집                 | 1978년 10월 - 12월 | 카미무라 쿄코                    |                           |
| 여자의 일생               | 1979년 1월 - 3월   | 이즈미 마사코                    |                           |
| 떡쑥                      | 1979년 3월 - 5월   | 오사나이 미나코                  |                           |
| 몸 속을 바람이 분다       | 1979년 5월 - 7월   | 카야마 요시코                    |                           |
| 스물넷의 눈동자           | 1979년 7월 - 8월   | 시마 카오리                      |                           |
| 북쪽 숙소로부터           | 1979년 9월 - 10월  | 마츠모토 루미                    |                           |
| 환상의 신부               | 1979년 10월 - 12월 | 카시야마 후미에                  |                           |

| 제목                       | 방송기간           | 주연                             | 비고 |
| -------------------------- | ------------------ | -------------------------------- | ---- |
| 고도                       | 1980년 1월 - 3월   | 오카에 쿠미코                    |      |
| 사랑과 두려움과            | 1980년 3월 - 5월   | 미츠야 우타코                    |      |
| 우리 어머니는 성모됩니다   | 1980년 5월 - 7월   | 이치하라 에츠코                  |      |
| 덤프 엄마                  | 1980년 7월 - 8월   | 마츠모토 루미                    |      |
| 사랑의 여로                | 1980년 9월 - 10월  | 히구치 카나코                    |      |
| 재회의 바다                | 1980년 11월 - 12월 | 후부키 준                        |      |
| 불타는 생명                | 1981년 1월 - 2월   | 사카이 와카코                    |      |
| 변두리의 하늘              | 1981년 3월 - 5월   | 시마 카오리                      |      |
| 미천한 평생                | 1981년 5월 - 7월   | 오조라 마유미                    |      |
| 내 아들 아                 | 1981년 7월 - 8월   | 고바야시 치토세                  |      |
| 두 사람의 여정             | 1981년 8월 - 10월  | 나가이 히데아키                  |      |
| 내일의 행복                | 1981년 11월 - 12월 | 이즈미 마사코                    |      |
| 부부                       | 1982년 1월 - 3월   | 이와사키 카네코                  |      |
| 비밀                       | 1982년 3월 - 5월   | 우에무라 쿄코                    |      |
| 유성은 살아있다            | 1982년 5월 - 7월   | 시마 카오리                      |      |
| 내 아들 아II               | 1982년 7월 - 8월   | 타카베 토모코, 고바야시 치토세   |      |
| 빨간 관계                  | 1982년 8월 - 11월  | 오조라 마유미                    |      |
| 만가                       | 1982년 11월 - 12월 | 다이라 요시에                    |      |
| 엄마도 딸도                | 1983년 1월 - 2월   | 하마 유코                        |      |
| 트럭 엄마                  | 1983년 2월 - 4월   | 하세 나오미                      |      |
| 송사리의 노래              | 1983년 4월 - 5월   | 아타라시 카츠토시                |      |
| 여자 다리                  | 1983년 5월 - 7월   | 이치하라 에츠코                  |      |
| 내 아들 아III              | 1983년 7월 - 9월   | 고바야시 치토세                  |      |
| 가족 만들기                | 1983년 9월 - 10월  | 후지타 유미코                    |      |
| 아내의 정년                | 1983년 10월 - 12월 | 미즈노 쿠미                      |      |
| 검은 가죽 수첩             | 1984년 1월 - 2월   | 오오타니 나오코                  |      |
| 꽃 버찌                    | 1984년 2월 - 4월   | 사카가미 미와                    |      |
| 아내의 여행                | 1984년 4월 - 6월   | 카가와 쿄코                      |      |
| 인생은 가타고토 열차       | 1984년 6월 - 7월   | 시마 카오리                      |      |
| 내 아들 아IV               | 1984년 7월 - 9월   | 고바야시 치토세                  |      |
| 그때 아내는                | 1984년 9월 - 11월  | 나카다 요시코                    |      |
| 눈 춤추 어                 | 1984년 11월 - 12월 | 카야마 요시코                    |      |
| 사랑말야 무엇              | 1985년 1월 - 3월   | 나가야마 아이코                  |      |
| 망각의 사랑                | 1985년 3월 - 4월   | 나가시마 에이코                  |      |
| 훨씬 것 어머니와 딸의 여정 | 1985년 4월 - 5월   | 마츠오 카요                      |      |
| 딸이 사랑했던 사람은       | 1985년 6월 - 7월   | 타카하시 에츠시                  |      |
| 내 아들 아V                | 1985년 7월 - 8월   | 고바야시 치토세                  |      |
| 오쿄                       | 1985년 9월 - 10월  | 이치하라 에츠코                  |      |
| 그때 아내는II              | 1985년 10월 - 12월 | 나카다 요시코                    |      |
| 가정말야?                  | 1986년 1월 - 2월   | 오조라 마유미                    |      |
| 당신이라면?                | 1986년 3월 - 4월   | 스기타 카오루                    |      |
| 소매가 맞닿는도 고부       | 1986년 4월 - 5월   | 아키노 타이사쿠                  |      |
| 잃어버린 과거              | 1986년 6월 - 7월   | 다이라 요시에                    |      |
| 내 아들 아VI               | 1986년 7월 - 8월   | 와카바야시 시호, 고바야시 치토세 |      |
| 엄마, 집에 놀러 오세요     | 1986년 9월 - 10월  | 츠시마 케이코                    |      |
| 빙몬                       | 1986년 11월 - 12월 | 타카하시 케이코                  |      |
| 아 가족                    | 1987년 1월 - 2월   | 아카기 하루에, 오조라 마유미     |      |
| 안녕 엄마                  | 1987년 3월 - 4월   | 다이라 요시에                    |      |
| 세 도시마                  | 1987년 4월 - 6월   | 이와사키 카네코                  |      |
| 사랑의 격류                | 1987년 6월 - 7월   | 카야마 요시코                    |      |
| 엄마라고 부르고 싶다       | 1987년 7월 - 8월   | 와카바 시오리                    |      |
| 아내야 아내야              | 1987년 8월 - 10월  | 나가야마 아이코                  |      |
| 유혹                       | 1987년 11월 - 12월 | 아시카와 요시미                  |      |
| 아 며느리                  | 1988년 1월 - 3월   | 이케우치 준코                    |      |
| 순애                       | 1988년 3월 - 4월   | 쿠리하라 코마키, 이토 타카오     |      |
| 변심                       | 1988년 5월 - 6월   | 타키가와 유미                    |      |
| 마마의 수채화              | 1988년 6월 - 8월   | 이시노 마코                      |      |
| 요리 사랑 이야기           | 1988년 8월 - 9월   | 미야자키 요시코                  |      |
| 여자로 태어나              | 1988년 9월 - 11월  | 나카다 요시코                    |      |
| 눈 맞아 달아난 대로        | 1988년 11월 - 12월 | 카나 아키코, 신도 에이사쿠       |      |
| 아 우리집                  | 1989년 1월 - 3월   | 나가야마 아이코                  |      |
| 코하루의 봄                | 1989년 3월 - 4월   | 카타히라 나기사                  |      |
| 임신                       | 1989년 4월 - 5월   | 이치게 요시에                    |      |
| 가마쿠라 펜션 이야기       | 1989년 5월 - 7월   | 사와다 아야코                    |      |
| 여름 색의 천사             | 1989년 7월 - 9월   | 오가와 노리코                    |      |
| 결혼의 조건                | 1989년 9월 - 10월  | 카야마 요시코                    |      |
| 배신                       | 1989년 10월 - 12월 | 쿠노 아키코                      |      |

| 제목                  | 방송기간                           | 주연                                                     | 비고 |
| --------------------- | ---------------------------------- | -------------------------------------------------------- | ---- |
| 아 결혼               | 1990년 1월 - 2월                   | 기시다 사토시                                            |      |
| 언젠가 누군가와       | 1990년 2월 - 4월                   | 미야자키 요시코                                          |      |
| 장가 씨               | 1990년 4월 - 6월                   | 이시카와 히데미                                          |      |
| 함께 살고 싶다        | 1990년 6월 - 7월                   | 사와다 아야코                                            |      |
| 여름 색의 앨범        | 1990년 7월 - 8월                   | 하라다 카즈미                                            |      |
| 가족말야              | 1990년 9월 - 11월                  | 나라오카 토모코                                          |      |
| 내일 찾고             | 1990년 11월 - 12월                 | 아리모리 나리미                                          |      |
| 아 상속               | 1991년 1월 - 3월                   | 아카기 하루에                                            |      |
| 하늘까지 전해         | 1991년 3월 - 5월                   | 오카에 쿠미코, 와타비키 카츠히코                         |      |
| 쇼난 펜션대로         | 1991년 5월 - 7월                   | 사와다 아야코                                            |      |
| 아이와 샘의 도시      | 1991년 7월 - 8월                   | 우에다 나오미, 우에다 카즈미                             |      |
| 신부                  | 1991년 9월 - 10월                  | 나라오카 토모코, 사와다 마사미                           |      |
| 꽃을주세요            | 1991년 10월 - 12월                 | 오카다 나나                                              |      |
| 아 엄마               | 1992년 1월 - 2월                   | 아카기 하루에                                            |      |
| 공부                  | 1992년 2월 - 4월                   | 사카구치 료코                                            |      |
| 결혼전과 30           | 1992년 4월 - 5월                   | 구로다 후쿠미                                            |      |
| 온천에 가고 싶다      | 1992년 6월 - 7월                   | 사와다 아야코                                            |      |
| 하늘까지 전해2        | 1992년 7월 - 8월                   | 오카에 쿠미코, 와타비키 카츠히코                         |      |
| 엄마 달려라!          | 1992년 8월 - 10월                  | 이즈미 마사코                                            |      |
| 내 학생은 12명        | 1992년 10월 - 12월                 | 이토 카즈에                                              |      |
| 가족의 이야기         | 1993년 1월 - 4월                   | 나가야마 아이코                                          |      |
| 천국로부터 다시 한번  | 1993년 4월 - 5월                   | 토리고에 마리, 오노데라 아키라, 오오시마 토모코          |      |
| 이혼 파티             | 1993년 5월 - 7월                   | 이시노 마코                                              |      |
| 여기 가정은 위기 일발 | 1993년 7월 - 8월                   | 오바 치카코, 우에키 유타, 아오이 테루히코, 이치게 요시에 |      |
| 연상이라도 좋 잖아    | 1993년 9월 - 10월                  | 호시노 토모코                                            |      |
| 붉은 미궁             | 1993년 10월 - 12월                 | 모리시타 케이                                            |      |
| 엄마가 아니 고요!     | 1994년 1월 - 2월                   | 카와이 나오코                                            |      |
| 하늘까지 전해3        | 1994년 2월 21일 - 4월 22일         | 오카에 쿠미코, 와타비키 카츠히코                         |      |
| 맞선의 달인           | 1994년 4월 - 5월                   | 마쓰모토 이요                                            |      |
| 따끈 따끈             | 1994년 6월 13일 - 7월 22일         | 나나세 나쓰미, 하바 유이치                               |      |
| 여름은 비밀이 가득!   | 1994년 7월 - 8월                   | 오바 치카코                                              |      |
| 한 사람 가족          | 1994년 9월 - 10월                  | 나카다 요시코                                            |      |
| 언젠가 그 가슴에      | 1994년 11월 - 12월                 | 마쓰무라 유키                                            |      |
| 매우 모녀             | 1995년 1월 4일 - 2월 17일          | 와타나베 노리코, 오키나 메구미                           |      |
| 하늘까지 전해4        | 1995년 2월 20일 - 4월 14일         | 오카에 쿠미코, 와타비키 카츠히코                         |      |
| 아빠는 보모 씨        | 1995년 4월 17일 - 6월 2일          | 오시바 토오루, 카와이 카즈미                             |      |
| 내일 가족에 그거      | 1995년 6월 5일 - 7월 21일          | 이쿠이나 아키코                                          |      |
| 엄마의 숙제           | 1995년 7월 24일 - 9월 1일          | 토코시마 요시코, 나카모토 켄                             |      |
| 따끈 따끈2            | 1995년 9월 4일 - 10월 27일         | 나나세 나쓰미, 하바 유이치                               |      |
| 다시 한번 가족        | 1995년 10월 30일 - 12월 28일       | 나가야마 아이코                                          |      |
| 엄마는 대 핀치!!      | 1996년 1월 4일 - 2월 16일          | 키도 마아코                                              |      |
| 하늘까지 전해5        | 1996년 2월 19일 - 4월 12일         | 오카에 쿠미코, 와타비키 카츠히코                         |      |
| 병아리들의 천사       | 1996년 4월 15일 - 5월 31일         | 요시모토 미요코                                          |      |
| 어이! 사위 전         | 1996년 6월 3일 - 7월 19일          | 치하루, 후카와 토시카즈                                  |      |
| 러브의 선물           | 1996년 7월 22일 - 8월 30일         | 모리오 유미                                              |      |
| 독생자 동지           | 1996년 9월 2일 - 10월 18일         | 나카지마 히로코                                          |      |
| 해님이 가득           | 1996년 10월 21일 - 12월 6일        | 다나카 히로코                                            |      |
| 따끈 따끈3            | 1996년 12월 9일 - 1997년 2월 14일  | 나나세 나쓰미, 하바 유이치                               |      |
| 하늘까지 전해6        | 1997년 2월 17일 - 4월 11일         | 오카에 쿠미코, 와타비키 카츠히코                         |      |
| 내일 부는 바람        | 1997년 4월 14일 - 5월 30일         | 나카야마 시노부                                          |      |
| 굿 애프터 네~요       | 1997년 6월 2일 - 7월 18일          | 카와이 미치코                                            |      |
| 러브의 선물2          | 1997년 7월 - 8월                   | 모리오 유미                                              |      |
| WHO!?                 | 1997년 9월 1일 - 10월 31일         | 호시노 마리                                              |      |
| 사시스세소!?          | 1997년 11월 3일 - 12월 26일        | 모리구치 히로코                                          |      |
| 바람이되고 싶다       | 1998년 1월 5일 - 2월 20일          | 다나카 미나코                                            |      |
| 열중가족              | 1998년 2월 23일 - 4월 3일          | 나카무라 아즈사                                          |      |
| 하늘까지 전해7        | 1998년 4월 6일 - 5월 29일          | 오카에 쿠미코, 와타비키 카츠히코                         |      |
| 아빠 렌탈 중          | 1998년 6월 1일 - 7월 17일          | 다카하시 히토미, 하시즈메 준                             |      |
| 용기를 내서           | 1998년 7월 20일 - 8월 28일         | 카토 레이코                                              |      |
| 39세의 가을           | 1998년 8월 31일 - 10월 23일        | 카타히라 나기사                                          |      |
| 재혼 트럼프           | 1998년 10월 26일 - 12월 4일        | 아즈마 치즈루                                            |      |
| 히이                  | 1998년 12월 7일 - 1999년 1월 29일  | 나나세 나쓰미                                            |      |
| 가족되자!             | 1999년 2월 1일 - 3월 19일          | 하야미 유                                                |      |
| 하늘까지 전해8        | 1999년 3월 22일 - 4월 9일          | 오카에 쿠미코, 와타비키 카츠히코                         |      |
| 맑음 때때로 흐림      | 1999년 4월 12일 - 6월 4일          | 미호 준                                                  |      |
| 하늘에 편지           | 1999년 6월 7일 - 7월 23일          | 아리모리 나리미                                          |      |
| 너무 좋아! 오중주     | 1999년 7월 26일 - 9월 10일         | 모리오 유미                                              |      |
| 온천에 가자           | 1999년 9월 13일 - 12월 10일        | 카토 타카코                                              |      |
| 신 하늘까지 전해      | 1999년 12월 13일 - 2000년 3월 17일 | 마츠다 미유키                                            |      |

| 제목                                        | 방송기간                           | 주연                                      | 비고                                                                    |
| ------------------------------------------- | ---------------------------------- | ----------------------------------------- | ----------------------------------------------------------------------- |
| 앳 홈                                       | 2000년 3월 20일 - 6월 9일          | 오노에 유카리, 타니하라 쇼스케            |                                                                         |
| 엄마 전속력으로!                            | 2000년 6월 12일 - 7월 21일         | 요시모토 미요코                           |                                                                         |
| 너무 좋아! 오중주2                          | 2000년 7월 24일 - 9월 1일          | 모리오 유미                               |                                                                         |
| 영원한 1/2                                  | 2000년 9월 4일 - 11월 24일         | 토다 마이코, 오자와 마주                  |                                                                         |
| 온천에 가자2                                | 2000년 11월 27일 - 2001년 2월 23일 | 카토 타카코                               |                                                                         |
| 신 하늘까지 전해2                           | 2001년 2월 26일 - 4월 20일         | 마츠다 미유키                             |                                                                         |
| 즐거운 유치원                               | 2001년 4월 23일 - 7월 20일         | 타카오카 사키                             |                                                                         |
| 너무 좋아! 오중주3                          | 2001년 7월 23일 - 8월 31일         | 모리오 유미                               |                                                                         |
| 러브&파이트                                 | 2001년 9월 3일 - 11월 30일         | 미야모토 마키                             |                                                                         |
| 엄마 전속력으로!2                           | 2001년 12월 3일 - 2002년 1월 25일  | 요시모토 미요코                           |                                                                         |
| 온천에 가자3                                | 2002년 1월 - 4월                   | 카토 타카코                               |                                                                         |
| 신 하늘까지 전해3                           | 2002년 4월 - 6월                   | 마츠다 미유키                             |                                                                         |
| 일확천금 꿈 가족                            | 2002년 6월 - 7월                   | 미나미노 요코                             |                                                                         |
| 너무 좋아! 오중주4                          | 2002년 7월 - 8월                   | 모리오 유미                               |                                                                         |
| 태양과 눈의 파편                            | 2002년 9월 - 11월                  | 이토 유코                                 |                                                                         |
| 엄마 전속력으로ら!3                         | 2002년 11월 - 12월                 | 요시모토 미요코                           |                                                                         |
| 또한 행차를                                 | 2003년 1월 - 3월                   | 하라 치아키                               |                                                                         |
| 신 하늘까지 전해4                           | 2003년 3월 - 5월                   | 마츠다 미유키                             |                                                                         |
| 댄싱 라이프                                 | 2003년 5월 - 6월                   | 엔도 쿠미코                               |                                                                         |
| 일확천금 꿈 가족2                           | 2003년 6월 - 7월                   | 미나미노 요코                             |                                                                         |
| 너무 좋아! 오중주5                          | 2003년 7월 - 8월                   | 모리오 유미                               |                                                                         |
| 온천에 가자4                                | 2003년 9월 - 11월                  | 카토 타카코                               |                                                                         |
| 긴자 만만 가운데!                           | 2003년 11월 - 12월                 | 오쿠누키 카오루                           |                                                                         |
| 코스메틱의 마법                             | 2004년 1월 - 2월                   | 만다 히사코                               |                                                                         |
| 신 하늘까지 전해5                           | 2004년 3월 - 4월                   | 마츠다 미유키                             |                                                                         |
| 홈 메이커                                   | 2004년 4월 - 6월                   | 나카자와 유코                             |                                                                         |
| 착한 아이의 아군                            | 2004년 6월 - 7월                   | 아다치 유미                               |                                                                         |
| 너무 좋아! 오중주6                          | 2004년 7월 - 9월                   | 모리오 유미                               |                                                                         |
| 방울가 준 소리                              | 2004년 9월 - 10월                  | 타카다 마유코, 오미 토시노리              |                                                                         |
| 엄마는 여의사 씨                            | 2004년 10월 - 11월                 | 토코시마 요시코                           |                                                                         |
| 온천에 가자5                                | 2004년 11월 - 2005년 2월           | 카토 타카코                               |                                                                         |
| 들려 줘요 사랑의 말을                       | 2005년 2월 - 4월                   | 이토 카즈에                               |                                                                         |
| 우리집은 단계 패밀리                        | 2005년 4월 - 5월                   | 모리구치 히로코                           |                                                                         |
| 코스메틱의 마법2                            | 2005년 5월 - 7월                   | 만다 히사코                               |                                                                         |
| 너무 좋아! 오중주Go!! (제7기)               | 2005년 7월 - 9월                   | 모리오 유미                               |                                                                         |
| 올바른 연애의 권유                          | 2005년 9월 - 10월                  | 오오시마 토모코, 웬츠 에이지              |                                                                         |
| 정조 문답                                   | 2005년 10월 - 12월                 | 사쿠라                                    |                                                                         |
| 엄마는 발레리나                             | 2005년 12월 - 2006년 2월           | 토코시마 요시코                           |                                                                         |
| 병원에 가자!                                | 2006년 2월 - 3월                   | 로쿠샤 나나                               |                                                                         |
| 좋은 코먼!                                  | 2006년 3월 - 5월                   | 요시모토 미요코                           |                                                                         |
| 나 자신은 주부이다                          | 2006년 5월 - 7월                   | 사이토 유키                               |                                                                         |
| 너무 좋아! 오중주Go²!! (제8기)              | 2006년 7월 - 9월                   | 모리오 유미                               |                                                                         |
| 스위트 드림                                 | 2006년 9월 - 10월                  | 이토 아이코・아즈마 미키히사              |                                                                         |
| 좋은 여자                                   | 2006년 10월 - 12월                 | 이시노 마코                               |                                                                         |
| 결혼식에 가자!                              | 2006년 12월 - 2007년 3월           | 이시바시 나미                             |                                                                         |
| 모래시계                                    | 2007년 3월 - 6월                   | 사토 메구미                               | 본작에서 아키타 방송・후쿠이 방송은 13:25 - 13:55에서 각국 별 방송 시간 |
| 내 페어 보이                                | 2007년 6월 - 7월                   | 쿠마가이 마미, 야마모토 유스케            |                                                                         |
| 너무 좋아! 오중주Go³!! (제9기)              | 2007년 7월 - 8월                   | 모리오 유미                               |                                                                         |
| 집에 다섯 여자있다                          | 2007년 9월 - 10월                  | 츠구미, 마에다 긴                         |                                                                         |
| 사랑의 노래!                                | 2007년 10월 - 12월                 | 히나가타 아키코                           |                                                                         |
| 삼대의 신부!                                | 2008년 1월 - 3월                   | 시마자키 와카코                           |                                                                         |
| 스위트10 ~마지막 연인~                      | 2008년 3월 - 5월                   | 미우라 리에코                             |                                                                         |
| 재혼 일직선!                                | 2008년 5월 - 7월                   | 이모리 미유키                             |                                                                         |
| 너무 좋아! 오중주2008 (제10기)              | 2008년 7월 - 8월                   | 모리오 유미                               |                                                                         |
| 온천에 Go!                                  | 2008년 9월 - 11월                  | 카토 타카코, 이케우치 준코, 오오츠루 기탄 |                                                                         |
| 러브 레터                                   | 2008년 11월 - 2009년 2월           | 스즈키 아미                               | 사랑의 극장 40주년 기념 방송                                            |
| 사랑의 극장 마지막 시리즈 너무 좋아! 오중주 | 2009년 2월 - 3월                   | 모리오 유미                               | 이 시간대의 마지막 작품                                                 |